# Eriachne imbricata
Eriachne imbricata är en gräsart som beskrevs av Michael Lazarides. Eriachne imbricata ingår i släktet Eriachne och familjen gräs. Inga underarter finns listade i Catalogue of Life.